# Abhijit Banerjee
Abhijit Banerjee (Mumbai, 1961. február 21. –)  indiai születésű amerikai közgazdász, aki feleségével a francia Esther Dufloval, valamint  Michael Kremer amerikai közgazdásszal megosztva elnyerte a 2019-es  közgazdasági Nobel-emlékdíjat  „a globális szegénység enyhítésére irányuló kísérleti megközelítésért”.

## Magyarul megjelent művei
- Abhijit V. Banerjee–Esther Duflo: A szegények gazdálkodása. A szegénység elleni küzdelem teljes újragondolása; ford. Hudecz András; Balassi, Bp., 2016
- Abhijit V. Banerjee–Esther Duflo: Jó közgazdaságtan nehéz időkre. Meggyőzőbb válaszok legégetőbb kérdéseinkre; ford. Garamvölgyi Andrea; HVG Könyvek, Bp., 2021